# Rotring-Wurmseegurke
Die Rotring-Wurmseegurke (Opheodesoma spectabilis) ist nur von wenigen Fundstellen, an der Küste Ostafrikas, bei Guam, Neukaledonien und Hawaii bekannt. Da die Fundstellen weit voneinander entfernt sind, wird angenommen, dass sie im gesamten tropischen Indopazifik beheimatet ist. Sie lebt auf Sandböden in Tiefen von 5 bis 15 Metern. Tagsüber versteckt sie sich unter Korallen und wird nachts aktiv.

## Merkmale
Die Rotring-Wurmseegurke wird 80 Zentimeter lang. Sie ist gelblich, rötlich oder bräunlich gefärbt. Ihr Körper ist zylindrisch und langgestreckt, die Haut ist dünn. In fünf Längsreihen stehen zahlreiche, rundliche, blasenartige Fortsätze. Sie hat 10 bis 15 Mundtentakel, von denen sich jeder in 25 bis 35, durch eine feine Haut verbundene Lappen verzweigt. An der Basis der Tentakel befinden sich primitive, Licht aufnehmende Sinnesorgane.
Die Rotring-Wurmseegurke ernährt sich, indem sie den Bodengrund mit ihren 10 bis 15 Mundtentakeln abtupft und organische Partikel und Mikroorganismen aufnimmt. Über die Vermehrung der Rotring-Wurmseegurke ist nichts bekannt.